# Ільців Павло Семенович
Павло Семенович Ільців — полковник Збройних сил України, що відзначився у ході російського вторгнення в Україну, учасник російсько-української війни.

## Життєпис
У 2007 році закінчив Львівський Ліцей ім. Героїв Крут.
З 2014-го року бере участь в російсько-українській війні. Брав участь в обороні Луганського аеропорту в складі 80 ОДШБр. Захищаючи Слов'янськ втратив немало побратимів

### Російське вторгнення в Україну (2022)
У лютому 2022 року виконував бойові завдання на Сумщині. Був одним з командирів 81-ої окремої аеромобільної бригади Десантно-штурмових військ ЗСУ. Зупиняв захоплення міста Лебедин.

## Нагороди
- орден Богдана Хмельницького II ступеня (20 листопада 2023)[6]
- орден Богдана Хмельницького III ступеня (18 травня 2016)[7]